# Melithreptus albogularis
Melithreptus albogularis là một loài chim trong họ Meliphagidae.